# 豊川橋

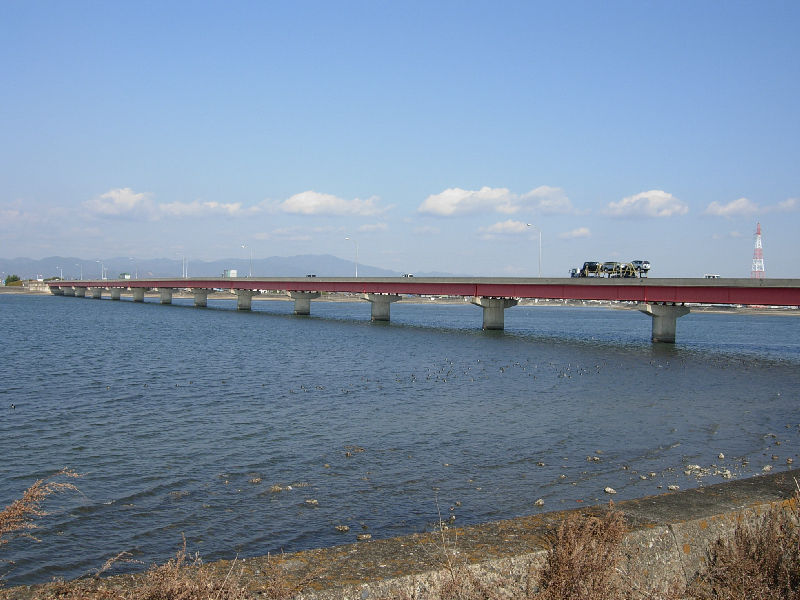
豊川橋（国道23号（豊橋バイパス））

豊川橋（とよがわはし）とは、愛知県豊橋市の豊川に架かる橋で、国道23号（豊橋バイパス）の一部である。

## 概要
元々は日本道路公団が管理する有料道路であったが、現在は無料で通行できる。料金徴収期間中は上流の渡津橋・前芝大橋に迂回する車両が多かったため交通量がさほど多くなかったが、無料開放後、交通量が激増したため両端の交差点を先頭に渋滞する事が多くなった。そのため、暫定2車線の時代には交差点の信号サイクルを変更したり、立体交差化、3車線化（上り線（豊橋方面）1車線、下り線（名古屋方面）2車線）が進められていた。有料道路時代、普通車の通行料は200円であった。

## 沿線風景
前芝（国道23号原道との交点より）の信号を過ぎ、上り坂を上ると、右側に三河湾が見え、左側に豊川が見える。やがて進んでいくと、防音壁があり、料金所跡を通過。豊川橋南ICにて終点（バイパスと市道との分岐）となる。

## 区間
- 起点：愛知県豊橋市神野新田町
- 終点：愛知県豊橋市前芝町
  - 全長：2.8km
  - 車線数：4車線

## 沿革
- 1982年：当時の日本道路公団によって建造され、竣工する。
- 1983年2月17日：当時の日本道路公団が管理する、一般有料道路として供用開始。
- 2005年1月24日〜2月13日：豊川橋料金社会実験を実施。
- 2005年9月30日：豊川橋料金社会実験の結果を受け、0時無料開放。
- 2010年10月23日：豊橋バイパス立体化工事完成（豊川橋南IC〜神野新田IC）。
- 2013年6月16日：下流側に増設された架橋が開通し4線化完成。

## 豊川架橋の他の橋
- 渡津橋：豊橋市高洲町から豊橋市清洲町（国道23号現道・国道247号重複）
- 上渡津橋：豊橋市三ツ相町から豊橋市川崎町（愛知県道502号豊橋環状線）
- 豊橋：豊橋市船町ないし湊町から豊橋市下地町（旧東海道）
- 吉田大橋：豊橋市今橋町から豊橋市下地町（国道1号）